# Изтелеуов, Бейсенбай Изтелеуович
Бейсембай Изтелеуович Изтелеуов (каз. Бейсенбай Ізтелеуұлы Ізтелеуов, 15 декабря 1949, совхоз имени Джамбула, Мойынкумский район, Джамбулская область, Казахская ССР) — министр экономики Республики Казахстан. Доктор экономических наук, кандидат физико-математических наук.

## Биография
Изтелеуов Бейсембай Изтелеуович родился 15 декабря 1949 года в совхозе имени Джамбула Мойынкумского района Джамбулской области. По национальности казах.

### Образование
В 1973 году окончил Московский экономико-статистический институт по специальности инженер-математик.
Кандидат физико-математических наук.
Доктор экономических наук (1991) — тема диссертации: «Моделирование механизма достижения и поддержания сбалансированности в союзной республике».

### Трудовая деятельность
В 1973 году после окончания института работал инженером, стажёрем-исследователем КазГУ.
В 1976–1979 годах - аспирант МЭСИ.
В 1980–1982 годах - ассистент в КазГУ.
В 1982–1989 годах - руководитель сектора и отдела Научно-исследовательского института при Госплане Казахской ССР.
В 1989–1991 годах - докторант Центрального экономико-математического института АН СССР.
В 1992–1993 годах - заместитель председателя Высшего экономического совета при Президенте Республики Казахстан, руководитель Совета экономических консультантов.
С января 1993 по февраль 1994 года - министр экономики Республики Казахстан.
В этот период страна находилась в тяжёлом экономическом положении: в 1993 году была введена национальная валюта — тенге, что ознаменовало полный отказ от российской рублёвой зоны.
С марта по сентябрь 1994 года - руководитель Совета экономических консультантов при Президенте Республики Казахстан.
В 1994–1995 годах - председатель правления Государственного банка развития Республики Казахстан.
В 1995–1998 годах - председатель правления Государственного экспортно-импортного банка Республики Казахстан.
В 1998–2001 годах - председатель правления ЗАО «Эксимбанк Казахстан». 
В 1999 году избран членом совета директоров ЗАО «Air Kazakhstan».

## Научно-технический вклад
Автор ряда научных трудов, в том числе:
- «Теория оптимального управления» (1979, в соавт.)
- «Сбалансированность и эффективность развития экономики региона» (1991, в соавт.)
- «Региональный хозяйственный механизм: формирование, функционирование, моделирование»/ Б. И. Изтелеуов. - Москва : Экономика, 1992

## Семья
Женат. Сын Санжар (1975 г.р.)